# Waco (Missouri)
Waco és una població dels Estats Units a l'estat de Missouri. Segons el cens del 2000 tenia 86 habitants.

## Demografia
Segons el cens del 2000, Waco tenia 86 habitants, 37 habitatges, i 27 famílies. La densitat de població era de 127,7 habitants per km².
Dels 37 habitatges en un 29,7% hi vivien nens de menys de 18 anys, en un 59,5% hi vivien parelles casades, en un 13,5% dones solteres, i en un 27% no eren unitats familiars. En el 24,3% dels habitatges hi vivien persones soles el 8,1% de les quals corresponia a persones de 65 anys o més que vivien soles. El nombre mitjà de persones vivint en cada habitatge era de 2,32 i el nombre mitjà de persones que vivien en cada família era de 2,78.
Per edats la població es repartia de la següent manera: un 22,1% tenia menys de 18 anys, un 10,5% entre 18 i 24, un 27,9% entre 25 i 44, un 26,7% de 45 a 60 i un 12,8% 65 anys o més.
L'edat mediana era de 40 anys. Per cada 100 dones de 18 o més anys hi havia 103 homes.
La renda mediana per habitatge era de 31.250 $ i la renda mediana per família de 34.375 $. Els homes tenien una renda mediana de 27.500 $ mentre que les dones 19.583 $. La renda per capita de la població era de 13.071 $. Entorn del 3,4% de les famílies i el 7,3% de la població estaven per davall del llindar de pobresa.

## Poblacions més properes
El següent diagrama mostra les poblacions més properes.